# Sidney Boldt-Christmas
Leif William Sidney Boldt-Christmas (Gotemburgo, 8 de agosto de 1924 -  Mölndal, 15 de octubre de 2016) fue un marino sueco.

## Logros
Sidney Boldt-Christmas, que era miembro de la Kungliga Svenska Segelsällskapet, participó en los Juegos Olímpicos de 1952 en Helsinki en la clase Dragon boat. Formaba parte de la tripulación del patrón Per Gedda junto a Erland Almkvist. Con el Tornado, ganaron una de las siete regatas y quedaron segundos con 5555 puntos, por detrás del Pan de Thor Thorvaldsen, de Noruega, y por delante del Gustel X de Theodor Thomsen, de Alemania, lo que les valió la medalla de plata.
Boldt-Christmas era coleccionista de arte, experto y subastador.

## Enlaces
- Sidney Boldt-Christmas en la base de datos de World Sailing (inglés)
- Sidney Boldt-Christmas en la base de datos de Olympedia.org (Inglés)
- Sidney Boldt-Christmas en la Sveriges Olympiska Kommitté (sueco)

- Datos: Q5581132